# 普羅威斯頓 (麻薩諸塞州普查規定居民點)
普羅威斯頓（英語：Provincetown）是位於美國麻薩諸塞州巴恩斯特布爾縣的一個普查規定居民點。

## 人口
根據2020年美國人口普查的數據，普羅威斯頓的面積為13.77平方千米，當中陸地面積為4.63平方千米，而水域面積為9.14平方千米。當地共有人口3318人，而人口密度為每平方千米240.96人。